# Henk van Laarbrug
De Henk van Laarbrug (brug 235) is een vaste brug in Amsterdam-Oost.
De verkeersbrug is gelegen in de Linnaeusparkweg en overspant de Eerste Molenwetering. Ze verbindt tevens de twee kades van de Molenwetering, die hier Galileïplantsoen heten. De massief aandoende brug is een kruising tussen een welfbrug en een duiker en is ontworpen door Piet Kramer. De brug is bijna geheel van baksteen, inclusief de balustrades, conform de Amsterdamse Schoolstijl. In die balustrades zijn de voor Kramer typerende granieten blokjes geplaatst met dito sluitstenen. De brug staat hier sinds 1928. De brug kreeg samen met vier andere bruggen in de buurt een prijskaartje van net geen 60.000 gulden. Opmerkelijk aan de brug is
- dat van af het water kijkend, de bakstenen horizontaal zijn gemetseld, van af de verkeerskant kijkend verticaal
- de brug aan de westkant is ingebouwd tussen twee aan het water staande woonhuizen
- het landhoofd van de brug aan de noordoostkant aansluit bij de omheining van het terrein van het gemaal aan het Galileïplantsoen, waarvan het huisje eveneens in Amsterdamse Stijl is uitgevoerd.

De brug ging vanaf de aanleg naamloos door het leven; ze was alleen bekend onder haar nummer. Sinds april 2016 nodigt de gemeente Amsterdam actief mensen uit om voorstellen aan te dragen voor dergelijke naamloze bruggen. Het voorstel om deze brug naar de onderwijzer, medeoprichter van Ons Amsterdam en lid van het verzet Henk van Laar te noemen werd in november 2017 goedgekeurd, zodat de brug aldus in de Basisregistraties Adressen en Gebouwen wordt opgenomen. De nabijgelegen brug 335 over hetzelfde water werd vernoemd naar een andere kenner van de Amsterdamse geschiedenis: de Jaap Kruizingabrug.

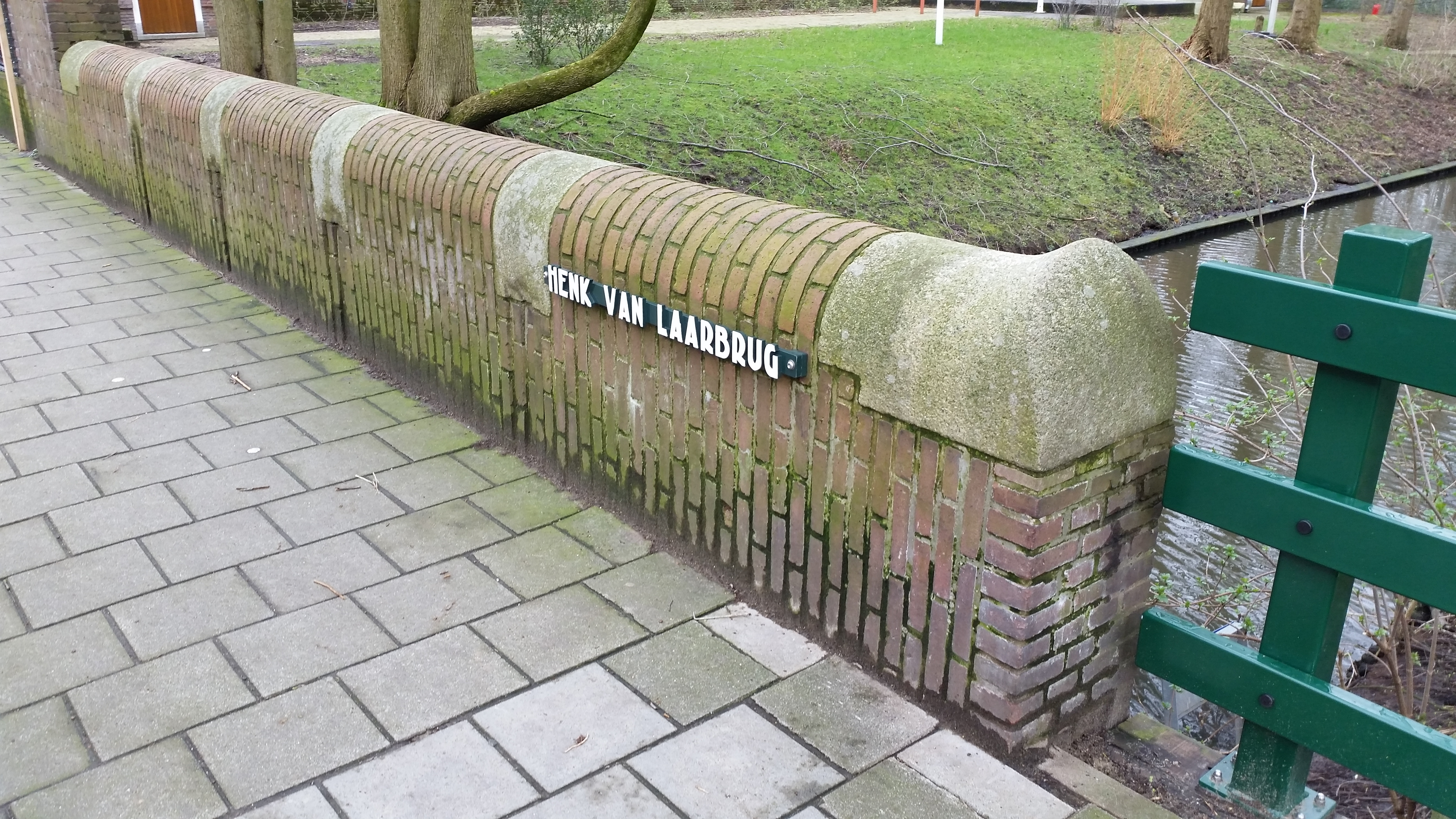
Henk van Laarbrug (februari 2020)

<<< · 200 · 201 · 202 · 203 · 204 · 205 · 206 · 207 · 208 · 209 ·  210 · 211 · 212 · 213 · 214 · 215 · 216 · 217 · 218 · 220 · 221 · 222 · 223 · 224 · 225 · 226 · 227 · 228 · 228P · 229 · 230 · 231 · 232 · 233 · 234 · 235 · 236 · 237 · 238 · 239 ·  240 · 241 · 242 · 243 · 244 · 245 · 246 · 247 · 248 · 249 ·  250 · 251 · 252 · 253 · 254 · 255 · 256 · 257 · 258 · 259 · 260 · 261 · 262 · 263 · 264 · 265 · 266 · 267 · 270 · 271 · 272 · 273 · 274 · 275 · 277 · 278 · 279 · 280 · 281 · 283 · 285 · 286 · 287 · 288 · 289 · 290 · 291 · 292 · 293 · 295 · 296 · 297 · 298 · 299 · >>>
Brugnummers 219, 268, 269, 276, 282, 284, 294 zijn niet (meer) in omloop.